# Chiasmus (Software)
Chiasmus war eine vom Bundesamt für Sicherheit in der Informationstechnik (BSI) herausgegebene Offline-Verschlüsselungssoftware für Rechner mit Windows-Betriebssystem (95, 98, 2000, ME, NT ab 3.5.2, XP, Vista, 7, 8, 10) sowie Linux. Mit Chiasmus ist es möglich, einzelne Dateien oder gesamte Verzeichnisse zu verschlüsseln. Der verwendete Algorithmus ist eine Blockchiffre.
Die Zulassung für den Geheimhaltungsgrad VS-NfD von Chiasmus wurde am 30. Juni 2022 zurückgezogen. Der Vertrieb wurde bereits am 1. Januar 2022 eingestellt. Als Alternativen empfiehlt das BSI die Open-Source-Software Gpg4win in der zugelassenen Variante GnuPG VS-Desktop oder GreenShield.

## Einsatz
Chiasmus durfte grundsätzlich nur dort eingesetzt werden, wo ein öffentliches Interesse für die Nutzung bestand. Das Programm konnte von Dienststellen der öffentlichen Verwaltung kostenfrei benutzt werden. Andere Stellen, die die Nutzungsbedingungen erfüllten, konnten das Programm vom BSI beziehen. Chiasmus in der Version 1.7 war für die Verschlüsselung von Verschlusssachen des niedrigsten Geheimhaltungsgrades „VS-NUR FÜR DEN DIENSTGEBRAUCH“ zugelassen.
Beim Einsatz der Software konnten selbst Schlüssel erzeugt werden, es konnten aber auch Schlüssel von Kommunikationspartnern verwendet werden, die vorher ausgetauscht wurden. Dieser Austausch der Schlüssel erfolgte entweder durch Import aus einer Datei oder auch durch Eingabe über die Tastatur.
Bei der Installation wurden weder Einträge in Startmenü, Registry oder in sonstige Systemverzeichnisse vorgenommen, noch wurden Systemtreiber oder DLLs installiert. Durch diese Art der Installation war allerdings auch keine Integration in Fremdanwendungen, wie zum Beispiel Office-Produkte, Explorer oder Mail-Clients möglich. Der Ver- und Entschlüsselungsprozess musste für jeden Bedarfsfall vom Anwender separat durchgeführt werden.
Die Chiasmus-Verschlüsselung war zeitweilig in der BSI-Software GSTOOL integriert. Das GSTOOL bot damit ebenfalls die Möglichkeit der Chiasmus-Verschlüsselung inklusive einer toolgestützten Schlüsselerzeugung, jedoch war keine Kompatibilität zum zugelassenen Chiasmus-Programm gegeben. Die Implementierung von Chiasmus in GSTOOL galt als unsicher, da als Verschlüsselungsmodus ECB verwendet wurde und durch Fehler bei der Erstellung der Schlüssel die Schlüssellänge effektiv weniger als 31 Bit entsprach. Dadurch konnten mit GSTOOL verschlüsselte Dateien von Angreifern in Minuten entschlüsselt werden.

## Chiasmus-Ablöse
Eine Freigabeempfehlung des BSI für Gpg4win, Version 3.x und Gpg4KDE zum Übertragen und Verarbeiten nationaler Verschlusssachen bis Geheimhaltungsgrad VS-NUR FÜR DEN DIENSTGEBRAUCH (VS-NfD) von November 2019 wurde im Juli 2021 durch eine Freigabeempfehlung bzw. Zulassung für GnuPG VS-Desktop ersetzt. GnuPG VS-Desktop ist weiterhin Open Source unter der GNU GPL aber bietet im Gegensatz zu Gpg4win den für VS-NfD notwendigen Herstellersupport. Die Freigabe bzw. Zulassung zum Übertragen und Verarbeiten nationaler Verschlusssachen bis Geheimhaltungsgrad VS-NUR FÜR DEN DIENSTGEBRAUCH (VS-NfD) für GnuPG VS-Desktop besteht für die Protokolle OpenPGP und S/MIME. Diese Protokolle brauchen nicht für jede Kommunikation einen eigenen Schlüssel. Alternativ ist die Software GreenShield ebenfalls für die Chiasmus-Ablöse geeignet. Für diese Sicherheitslösung des Herstellers cv cryptovision besteht seitens des BSI seit 2018 eine Zulassung zum Übertragen und Verarbeiten nationaler Verschlusssachen bis Geheimhaltungsgrad VS-NUR FÜR DEN DIENSTGEBRAUCH (VS-NfD).
Bei niedrigeren Geheimhaltungsgraden wurde der Kryptoalgorithmus CHIASMUS von AES abgelöst.

## Eigenschaften
Laut BSI benutzt die Software einen proprietären, nicht offengelegten symmetrischen Verschlüsselungsalgorithmus, der mit 128-Bit-Schlüsseln jeweils 64-Bit-Blöcke im CBC-Modus verschlüsselt. Über die Art des verwendeten Paddings wird keine Aussage gemacht.
Die Ausgabe erfolgt in einer Binärdatei. Je nach Einstellung wird der Dateiname der zu verschlüsselnden Datei beibehalten, die Endung durch die Extension .xia ersetzt oder ergänzt. Aus Jahresbericht_2010.doc wird also Jahresbericht_2010.doc (gleiche Dateiendung),  Jahresbericht_2010.xia oder Jahresbericht_2010.doc.xia.
Beim Entschlüsseln wird je nach Einstellung der Name der Chiffratdatei beibehalten, die Endung .xia entfernt (falls vorhanden) oder durch eine frei wählbare Endung ersetzt.